# Reggie Lucas
Reginald Grant „Reggie“ Lucas (* 25. Februar 1953 in New York City, New York; † 19. Mai 2018) war ein US-amerikanischer Musiker, Songwriter und Musikproduzent. Lucas wurde bekannt als Produzent von Madonnas 1983 erschienenem Debüt-Album sowie durch seine Zusammenarbeit mit dem Schlagzeuger James Mtume und als Mitglied der Miles Davis Band in der ersten Hälfte der 1970er Jahre.

## Leben
Lucas begann seine Karriere als R&B-Gitarrist. Er spielte mit Billy Paul in den frühen 1970er Jahren und mit Miles Davis von 1972 bis 1976, zu hören auf Alben wie In Concert Get Up with It und Pangaea. Bei Davis lernte er den Schlagzeuger Mtume kennen, der später sein Produktionspartner wurde. Die beiden tourten ab 1976 für mehrere Jahre mit der Sängerin Roberta Flack.
Nach seiner Zeit als Fusion-Gitarrist legte Lucas den Schwerpunkt seiner Arbeit auf Songwriting und Produktion. Im Team mit James Mtume schrieb und produzierte er für eine Reihe von Künstlern, darunter Stephanie Mills, Phyllis Hyman, Lou Rawls, The Spinners und Roberta Flack.
Im Jahr 1980 gewannen Lucas und Mtume den Grammy Award für den besten R&B-Song für ihre Komposition Never Knew Love Like This Before, der von Stephanie Mills aufgenommen wurde.
Gegen Ende der 1970er Jahre fing er an für sich selbst zu schreiben und alleine zu produzieren. Neben seinem eigenen instrumentellen Album aus dem Jahr 1978, Survival Themes, war eines seiner ersten Projekte das Debüt-Album von Madonna, darunter der Song Borderline. Lucas arbeitete danach mit Rebbie Jackson, Randy Crawford und The Four Tops. Er war auch ein Mitglied der Gruppe Sunfire, mit der er 1982 ein Album veröffentlichte. Lucas produzierte auch ihre Single Young Free and Single.
Im Jahr 1986 gründete er das Tonstudio Quantum Sound. Zu seinen Kunden gehörten die Pet Shop Boys, Jodeci, Jeff Buckley und Sepultura. Im Bereich des Jazz war er zwischen 1972 und 1980 an 59 Aufnahmesessions beteiligt, u. a. auch bei Carlos Garnett, Norman Connors, Gary Bartz, Lonnie Liston Smith, Urszula Dudziak (Urszula), Flora Purim, Masabumi Kikuchi, Zbigniew Seifert, Chris Hinze und John Stubblefield.
Lucas starb im Mai 2018 im Alter von 65 Jahren. Er hinterließ eine Tochter.